# Petit toit d'or

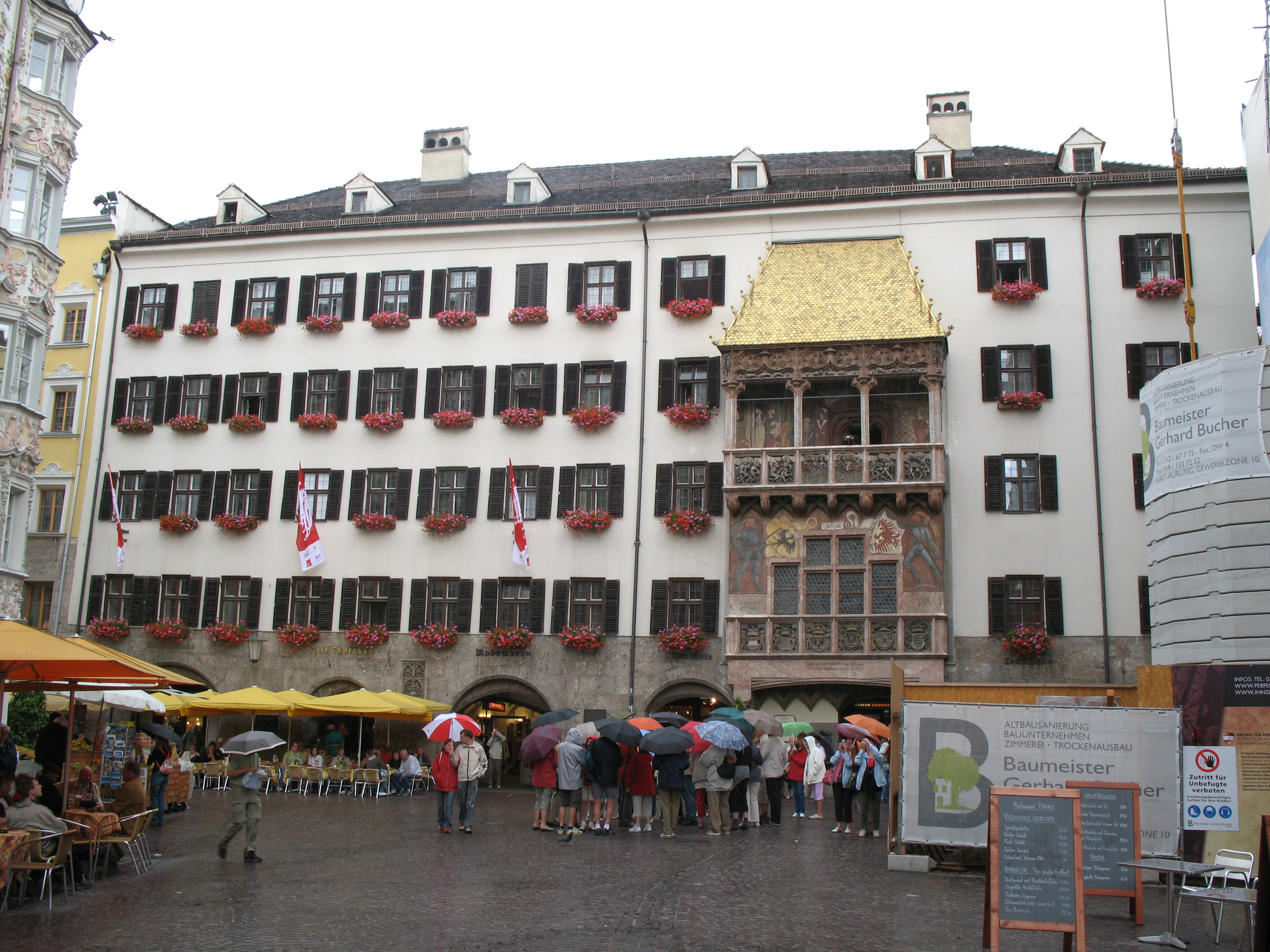
Petit toit d'or

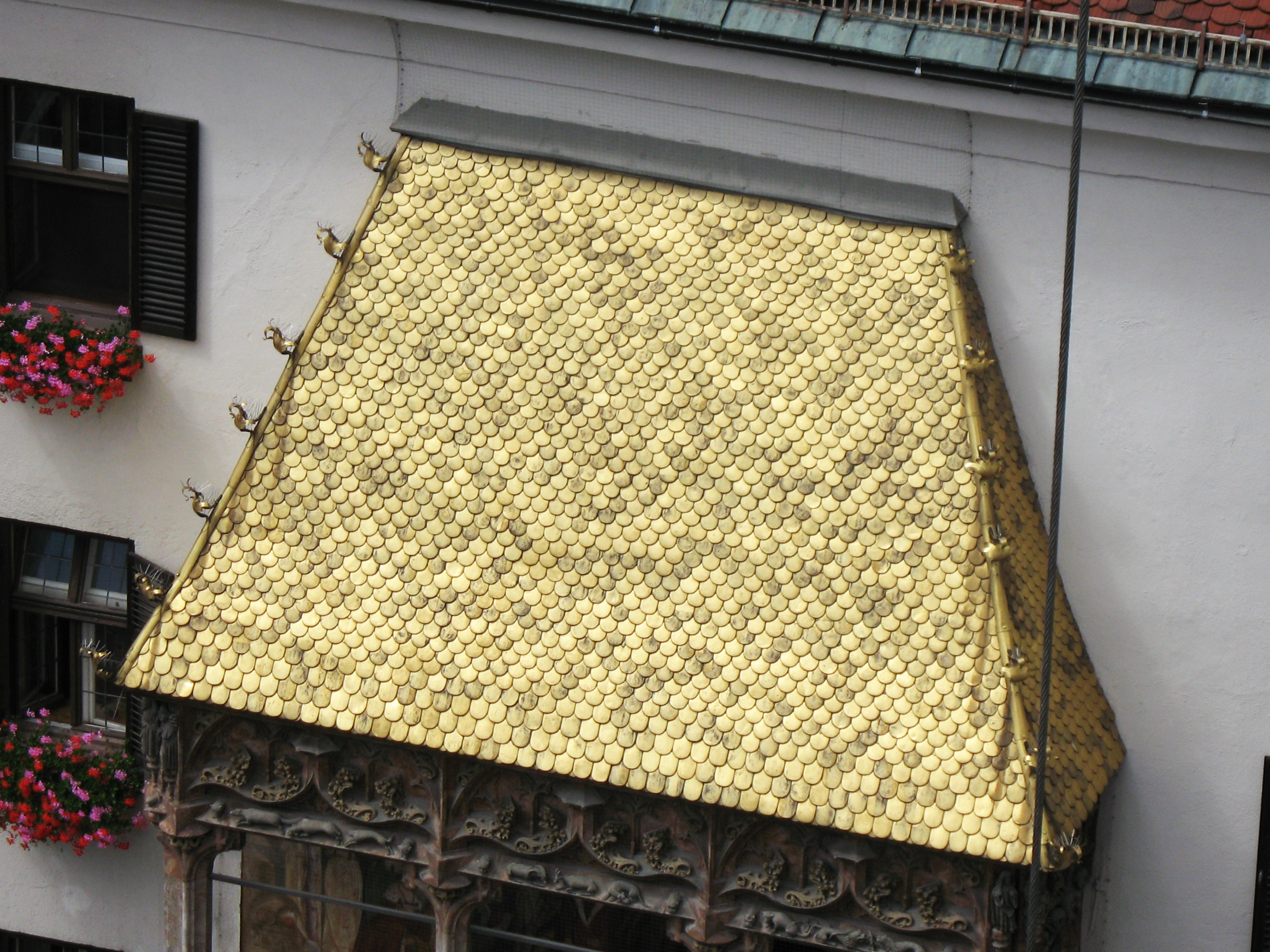
Petit toit d'or

Le Petit toit d'or (en allemand das Goldene Dachl) est un balcon de style gothique symbole de la ville d'Innsbruck, capitale du Tyrol autrichien.
Son nom vient de son toit composé de 2657 bardeaux de cuivre dorés à l'or fin. Adossé à l'ancien palais ducal de Frédéric IV de Habsbourg dans la vieille ville, ce balcon fut commandé à Niklas Türing le Vieux par l'empereur Maximilien Ier en 1500. La façade du balcon est richement décorée de reliefs représentant les blasons des huit pays de l'empereur Maximilien.
De cette loggia, l'empereur pouvait à la fois se montrer au peuple et avoir une vue sur la place et ses spectacles ou autres manifestations qui pouvaient s'y dérouler.